# العمارة الهندوسية

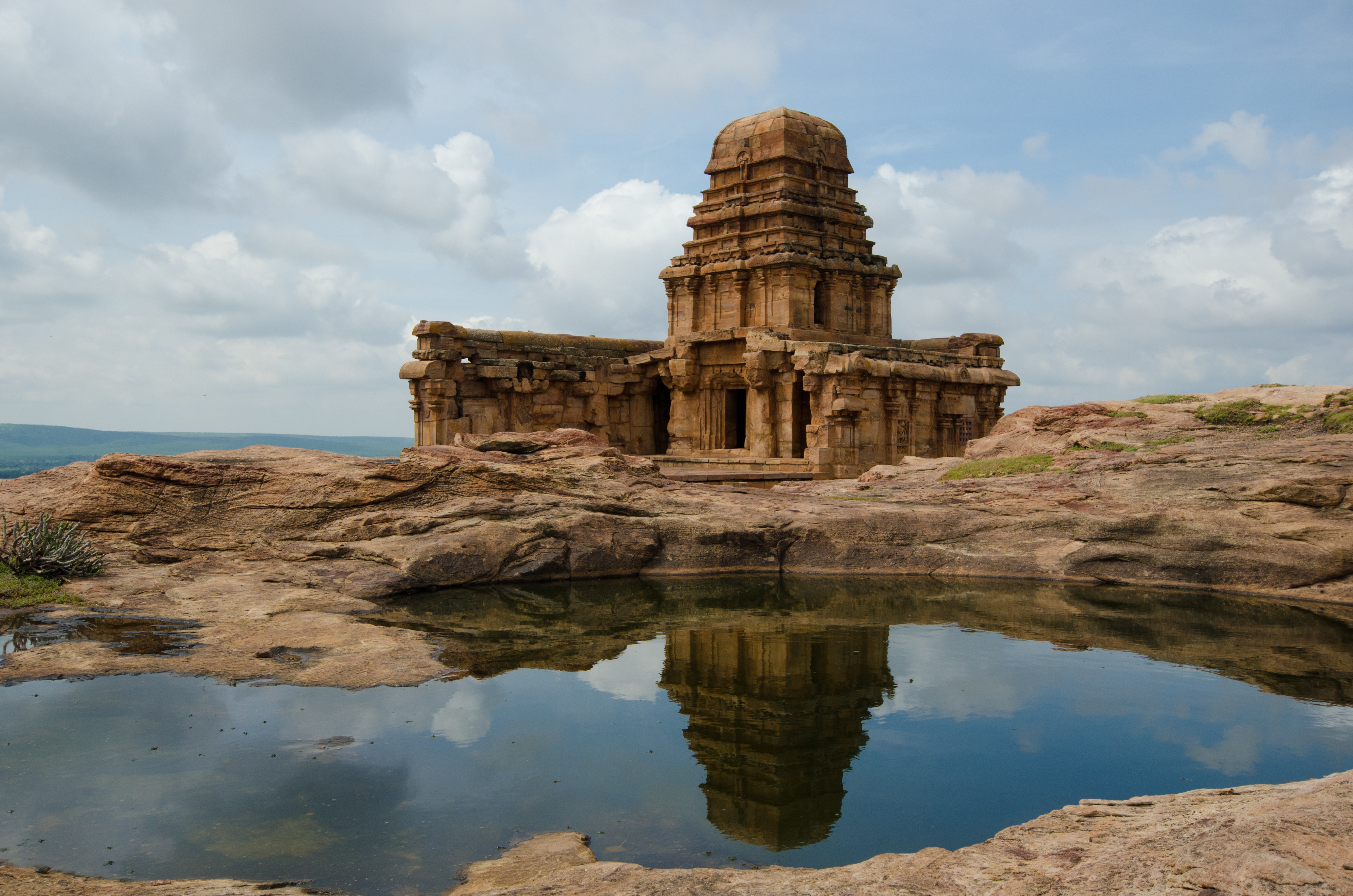
معبد الحصن الشمالي في بادامي، كارناتاكا.

العمارة الهندوسية هي النظام التقليدي للعمارة الهندية في هياكل مثل المعابد والأديرة والتماثيل والمنازل والأسواق والحدائق وتخطيط المدن كما هو موضح في النصوص الهندوسية. صمدت المبادئ التوجيهية المعمارية في المخطوطات السنسكريتية، وجاءت في بعض الحالات بلغات إقليمية أخرى أيضًا. تشمل هذه النصوص نص فاستو شاستراس وبريهات سامهيتا والأجزاء المعمارية البوراناس والأغاماس والنصوص الإقليمية مثل ماناسارا وغيرها.
تُعد المعابد الهندوسية إلى حد بعيد أهم وأبرز الأمثلة الصامدة على العمارة الهندوسية، مع التقاليد المعمارية التي تركت أمثلة حية عن الحجر والطوب والنحت في الصخور التي يرجع تاريخها إلى إمبراطورية غوبتا. كان لهذه الأبنية تأثير على العمارة الفارسية والهلنستية القديمة.
هناك عدد أقل بكثير من العمارة العلمانية الهندوسية مثل القصور والمنازل والمدن التي صمدت حتى الحقبة الحديثة. توفر الأطلال والدراسات الأثرية نظرة عن العمارة العلمانية المبكرة في الهند. تركز الدراسات حول القصور الهندية والتاريخ المعماري المدني إلى حد كبير على العمارة المغولية والعمارة الهندوسية الإسلامية خاصة في الهند الشمالية والغربية بالنظر إلى وفرتها النسبية. استمرت العمارة الهندوسية في الازدهار في مناطق أخرى من الهند خاصة في الجنوب خلال القرن السادس عشر، مثل تلك التي تمثلت في أطلال المدن والفراغات غير الدينية في إمبراطورية فيجاياناجارا وناياكاس. بحسب ما جاء به جيمس هارلي، وهو مؤرخ متخصص في العمارة الهندية، فإن هذا الغياب العام للعمارة الهندية التاريخية غير الدينية، كان في جزء منه بسبب تفضيل الهندوس لبناء المعابد باستخدام الحجر وغيرها من المواد التي تدوم لوقت طويل، في الوقت الذي اختاروا فيه المواد التي لا تدوم طويلًا من أجل المباني غير الدينية في الهند، باستثناء الأساسات. لم تكن عمارة المباني غير الدينية معارضة للدين في الهند، بل استُلهمت العمارة المقدسة مثل تلك الموجودة في المعابد الهندوسية من المباني غير الدينية. علاوة على ذلك، يصرح هارلي، بأنه يمكن العثور على نسخة مصغرة من العمارة غير الدينية في النقوش الموجودة على جدران المعبد والدعامات والتورانا والمادابام.

## النصوص
تُصنف الفاستو شاسترا والشيلبا شاسترا من بين 64 فنًا إلهيًا في النصوص الهندية القديمة. هي عبارة عن كتيبات التصميم التي تغطي فن وعلم العمارة وعادة ما تمزج الشكل والوظيفة مع الرمزية الهندوسية. عُثر على النسخة القديمة والمختصرة من مبادئ العمارة الهندوسية في الأدب الفيدي، والتي تُعتبر بشكل تقليدي على أنها أوبافيدا (ملحق أصغر للفيدا) وتُسمى السزاباتيا فيدا. تصنف موسوعة أتشياريا للعمارة الهندوسية مئات المخطوطات السنسكريتية بمزيد من التفاصيل حول العمارة الهندوسية التي صمدت حتى العصر الحديث. تُغطي الجوانب المعمارية لمجموعة واسعة من الموضوعات مثل: الزخارف والفرش والمركبات (العربات ذات الدواليب وذات الأربع دواليب) والبوابات وأحواض المياه والمصارف والمدن والشوارع والمنازل والقصور والمعابد وغيرها من المباني. تُعد المخطوطات السنسكريتية أكثر المخطوطات دراسة في الحقبة المعاصرة من بين جميع النصوص الهندية. تشمل هذه المخطوطات البريهات سامهيتا (الفصول 53 و56-58، و79)، والماناسارا شيلبا ساسترا والماياماتا فاستو ساسترا مع التعليقات باللغة التيلوغية والتاميلية والبوراناس (مثل، الفصول 42- 62، 104-106 من أغني بورانا والفصل 7 من البراهماندا بورانا) والأغاماس الهندوسية.

## القرى والبلدات والمدن
توصي النصوص الهندوسية بمبادئ توجيهية معمارية للمنازل والأسواق والحدائق وتخطيط المدن. تُعلن الماناسارا عن أفضل المواقع للمستوطنات البشرية، والتي تبحث عن التضاريس الصحيحة مع التربة الكثيفة التي تنحدر باتجاه الشرق حتى يتمكن السكان من رؤية شروق الشمس. يجب على الموقع أن يكون قريبًا من النهر أو مجرى مياه جيد وأن يحتوي على ما يكفي من مياه الآبار الجوفية، كمصدر ثان للمياه. يجب أن تكون التربة بحسب الماناسارا مستقرة وخصبة بما يكفي لإنبات الزهور والخضراوات وأشجار الفاكهة والرائحة العطرة. يوصي النص أن يحفر مخططو المدن للتحقق من جودة التربة من أجل أساسات قوية للمنازل والمباني العامة. بمجرد قبول الموقع، يصف النص أربعين مخططًا لتوضع الشوارع والمنازل والأسواق والحدائق والبنى التحتية الأخرى اللازمة للاستيطان. تتضمن الأمثلة على المخططات المعمارية كلًا من دانداكا ولراستارا وتشاتورموخا وبادماكا وكارموكا وسواستيكا وغيرها. تتنوع النصوص الهندوسية وتختلف عن بعضها مع اشتراكها بالمبادئ الخمسة التالية:
- ديكنيرنايا: مبادئ الزخرفة
- بادافينياسا: تخطيط الموقع
- هاستالاكشانا: نسب قياس متناسبة للأقسام
- أيادي: ستة مبادئ قانونية للعمارة
- باتاكادي: جماليات أو طابع كل مبنى أو جزء من المخطط العام.

تجمع المبادئ التوجيهية بين مبادئ الفهم الهندوسي المبكر للعلوم والمعتقدات الروحية والتنجيم وعلم الفلك. في الممارسة العملية، تفضل هذه المبادئ التوجيهية التناظر المحدد في الاتجاهات الرئيسية، مع العديد من المخططات التي تفضل أن تكون الشوارع محاذية لاتجاه الرياح الموسمية، ومتكاملة مع التضاريس واحتياجات الطقس المحلي.

## الفنون والمباني المدنية
النارادا شيلباساسترا هي أطروحة سنسكريتية أخرى عن العمارة. تحتوي على 83 فصلًا، مع فصول أرى حول مخططات القرى والمدن وحول المبادئ التوجيهية المعمارية للقصور والمنازل وأحواض المياه العامة والمعابد الهندوسية إلى جانب المباني المدنية العامة. تناقش الفصول من 60 حتى 66 من نارادا سيلبا الشالا المخصصة للخدمات المجتمعية والترفيه والفصل 61 حول بهوجان سالا (بيت الإطعام) والفصل 65 حول ناتاكا (الفنون الاستعراضية) والفصل 66 الذي يناقش مبنى لعرض الفنون واللوحات. يناقش الفصل 71 كيف ينبغي استخدام تشيترا (اللوحة) لإحياء المنازل والمباني المدنية.
يجب أن تقع التشيترا سالا وغيرها من «المنازل الترفيهية»، كما أوضح نارادا سيلباساسترا، في وسط المدينة، ويفضل أن تكون في الشارع الرئيسي أو حيث تتقاطع الطرق الرئيسية في المدينة أو بالقرب من المعابد أو القصور الكبرى. يجب على الماندابام (القاعة) في المبنى أن تكون فسيحة وذات تهوية جيدة. يجب أن تحتوي على صور «تأثر عقولنا» و«تبهج أعيننا»، تتوضع تبعًا لقواعد النسب و«خطوط تحديد الموضع» بحسب ما ترجمه راغافان. يوصي الفصل 66 كذلك بتصميمات محددة، فمثلًا، يصف أحد المباني المدنية المستخدم لعرض الفن على أنه (ماردالا، مثل الطبل)، دائرية مع مدخل رئيسي ومداخل أصغر تحيط بفراغ يشبه البلاط وتراسات وقاعات لتقسم المبنى إلى أقسام. يجب على هذه القاعات أيضًا أن تعرض عناصر ترفيهية مثل المنحوتات وزخارف الجدران والأرضيات الملونة والديفا والغاندهارفاس والكينارا الملونة.